# Tabora
Tabora est une ville du nord-ouest de la Tanzanie. C'est le chef-lieu de la région la plus étendue du pays, la région de Tabora, .
En 2002, sa population était évaluée à 128 000 habitants. Le district de Tabora Urban comptant, quant à lui, environ 188 000 habitants. Les Nyamwézi forment la principale ethnie de la ville.

## Histoire
La ville fut fondée sous le nom de Kazeh par les marchands arabes au début des années 1850. Ils en font rapidement un important marché d'esclaves, incontournable sur la route caravanière entre le lac Tanganyika et la côte. La ville voit alors passer la plupart des explorateurs européens de l'époque, en particulier Livingstone et Stanley, Burton et Speke. Dans ses écrits, Stanley évoque une ville puissante comptant au moins mille maisons et cinq mille habitants.
Bien que l'Afrique orientale allemande ait été instituée en 1885, la ville n'est vraiment contrôlée par les nouveaux colonisateurs que vers la fin de l'année 1891. La ville devient un des principaux centres administratifs de la colonie.
Pendant la Première Guerre mondiale et à la campagne d'Afrique de l'Est, les troupes belges du général Tombeur s'emparent de la ville le 19 septembre 1916 à la suite de violents combats (bataille de Tabora).
Sous la colonisation britannique, Tabora devient principalement un carrefour ferroviaire, escale sur la Central Line Dar es Salaam-Kigoma (atteint la ville en 1912, terminée en 1914), puis point de départ de la voie ferrée de Mwanza (construction de 1923 à 1928). C'est là que Julius Nyerere effectue ses années de lycée. La ville conserve cette fonction de carrefour de transport après l'indépendance, jouant également le rôle de chef-lieu administratif pour la région.
On retrouve trace de Tabora (ex-Kazeh) dans l’œuvre de Jules Verne.
Extrait de "Cinq Semaines en ballon" (1863) : (...) Autour de ces excavations, de nombreuses cases d'indigènes, de vastes emplacements pour les marchés, des champs de cannabis et de datura, de beaux arbres et de frais ombrages, voilà Kazeh. Là est le rendez-vous général des caravanes : celles du sud avec leurs esclaves et leurs chargements d'ivoire ; celle de l'Ouest, qui exportent le coton et les verroteries aux tribus des Grands Lacs. (...)

## Géographie
La ville est située en plein centre du plateau tanzanien, à une altitude de 1 200 mètres. Les environs sont pratiquement dépourvus de relief, à l'exception de quelques collines volcaniques (notamment les Collines d'Igwizi, à environ 80 km à l'ouest. Les faubourgs de la ville sont largement cultivés, principalement du maïs, des patates douces ou encore du tabac, mais les rendements sont faibles en raison du très mauvais état du réseau d'irrigation.

## Climat
Les précipitations varient entre 650 et 850 mm. La fin de l'hiver (septembre-octobre) est la période la plus sèche et voit le taux d'humidité tomber à 25 %. Avec l'altitude de 1241 mètres, le climat est agréable pour la latitude, les températures dépassants rarement les 30 degrés. Les nuits sont souvent fraiches, surtout de Avril à Novembre.

## Transports
- La ville est particulièrement bien reliée au reste du pays par voie ferroviaire. La Central Line la relie à Kigoma et Mpanda à l'ouest, Mwanza au nord, Dodoma et Dar es Salaam à l'est.
- Un petit aéroport, construit en 1942, permet de relier rapidement Dar es Salaam (quotidiennement) et Kigoma 5 fois par semaine (Precision Air).
- La principale piste vient de Mwanza au nord via Shinyanga. Elle continue vers le sud jusqu'à Mbeya. En raison de la présence de marais et de lacs salés, traversés seulement par la voie ferrée, aucune route ne rejoint directement le Lac Tanganyika.